# Piotr Krüger
Piotr Krüger, Peter Crüger (ur. 20 października 1580 w Królewcu, zm. 6 czerwca 1639 w Gdańsku) – pruski astronom, matematyk, polihistor i nauczyciel Jana Heweliusza.

## Życiorys
Urodził się w Królewcu i tam pobierał pierwsze nauki. Następnie kontynuował je w Gdańsku. W 1600 roku wyjechał do Pragi celem nawiązania kontaktów z Tychonem Brahem. Tam spotkał się z Keplerem, z którym prowadził korespondencję. Kolejne studia odbył w Lipsku i Wittenberdze. W 1606 roku uzyskał tytuł magistra filozofii. Po powrocie w 1609 roku nauczał matematyki i poetyki w Gdańskim Gimnazjum Akademickim; od 1627 roku nauczyciel Jana Heweliusza. Autor rozpraw z astronomii i trygonometrii i konstruktor przyrządów astronomicznych. Był jednym z pierwszych astronomów w Polsce, którzy otwarcie opowiedzieli się za heliocentryczną teorią Kopernika.
Wydawał kalendarze z licznymi artykułami dotyczącymi astronomii oraz prognostyki. Był mierniczym miejskim, który sporządził wiele map Gdańska i jego okolic.
Zmarł 6 czerwca 1639 r. podczas nawrotu epidemii dżumy, której ofiarą padła także jego córka Katherina. Ich śmierć uczcił w specjalnie napisanych sonetach Johann Peter Titius. Został pochowany w Kościele Świętej Trójcy w Gdańsku.